# Pierre Eustache Leduc
Pour les articles homonymes, voir Leduc.
Pierre Eustache Leduc, né au Plessis-Belleville le 30 janvier 1773 et mort au Caire le 6 juin 1799, est un ingénieur géographe français.
Il fait partie de l'Expédition d'Égypte, employé du cadastre.
Il meurt de la peste au Caire.